# Ятаган

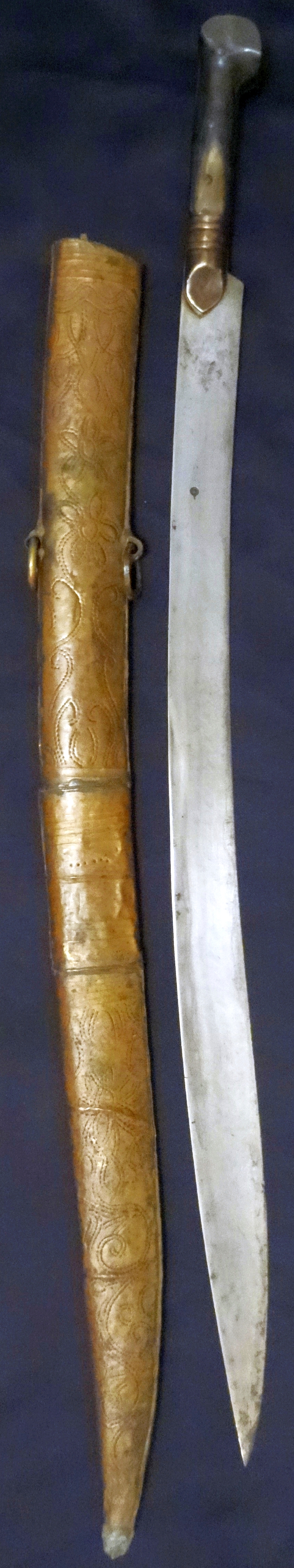
Ятаган

Ятага́н (тур. yatağan) — клинковое колюще-режущее и рубяще-режущее холодное оружие с длинным однолезвийным клинком, имеющим двойной изгиб; нечто среднее между саблей и тесаком. Форму клинка нельзя назвать уникальной, поскольку вогнутый клинок с заточкой на вогнутой стороне имели махайра, фальката, подсаадачный нож, кукри, тесак, но именно у ятагана клинок не расширяется к острию, а сохраняет одинаковую ширину, однако крайне редко встречались исключения. В частности, ятаган с расширением клинка к острию хранится в музее комплекса Золотые ворота в городе Владимир. Небольшой вес оружия (около 800 г) и достаточно длинный клинок (около 65 см) позволяет наносить рубяще-режущие и колющие удары. Форма рукояти не даёт оружию вырваться из руки при рубящем ударе.
Дословно ятаган (yatagan) переводится с турецкого как «укладывающий» — имеется в виду ‘укладывающий спать вечным сном’.

## История
Ятаган начал использоваться в XVI веке. Имеет клинок с односторонней заточкой на вогнутой стороне (так называемый обратный изгиб). Эфес ятагана лишён гарды, рукоять у оголовья имеет расширение для упора кисти руки. Клинок турецкого ятагана вблизи эфеса отклонялся под значительным углом вниз от рукоятки, затем был прямым, вблизи острия снова изламывался, но уже вверх. Таким образом, остриё оказывалось направлено параллельно рукояти и затачивалось с двух сторон, что позволяло более эффективно наносить колющие удары. Обратный излом клинка одновременно позволял наносить режущие удары от себя и увеличивал эффективность как рубящего, так и режущего удара. Прямая же форма клинка в среднем притяжении увеличивала его устойчивость к поперечному изгибу. Кроме того, замена плавного изгиба изломом позволяла достичь большей эффективной длины оружия.

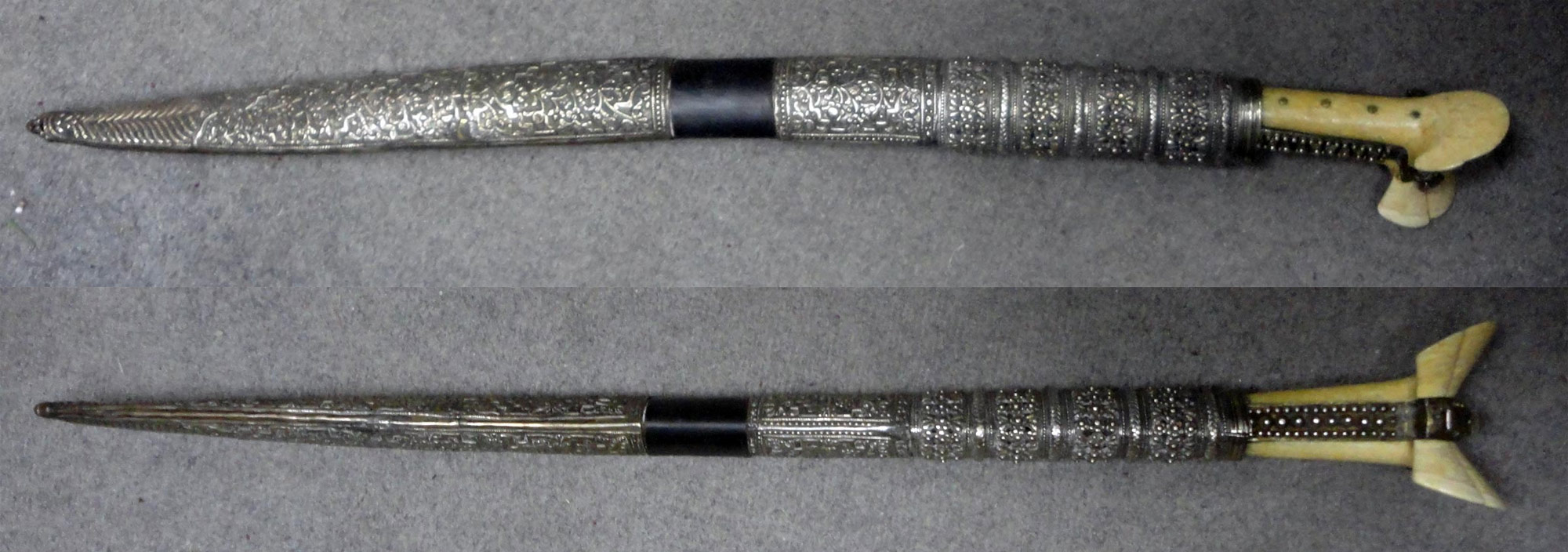
Ятаган в ножнах

Ятаган, как и любое оружие, при нанесении рубящих ударов под действием центробежной силы стремится «вырваться» из руки. Поэтому, чтобы боец мог дольше наносить рубящие удары, даже в состоянии усталости, были приняты весьма изощрённые меры: рукоять полностью охватывала нижнюю часть ладони, образуя специфические расширения («уши»), а иногда продолжалась и упором под вторую руку, который располагался и вовсе перпендикулярно прямой части клинка. Клинок и рукоять имели разнообразные украшения — резьбу, насечки и гравировку. Ятаганы хранились в ножнах и носились за поясом как кинжалы.

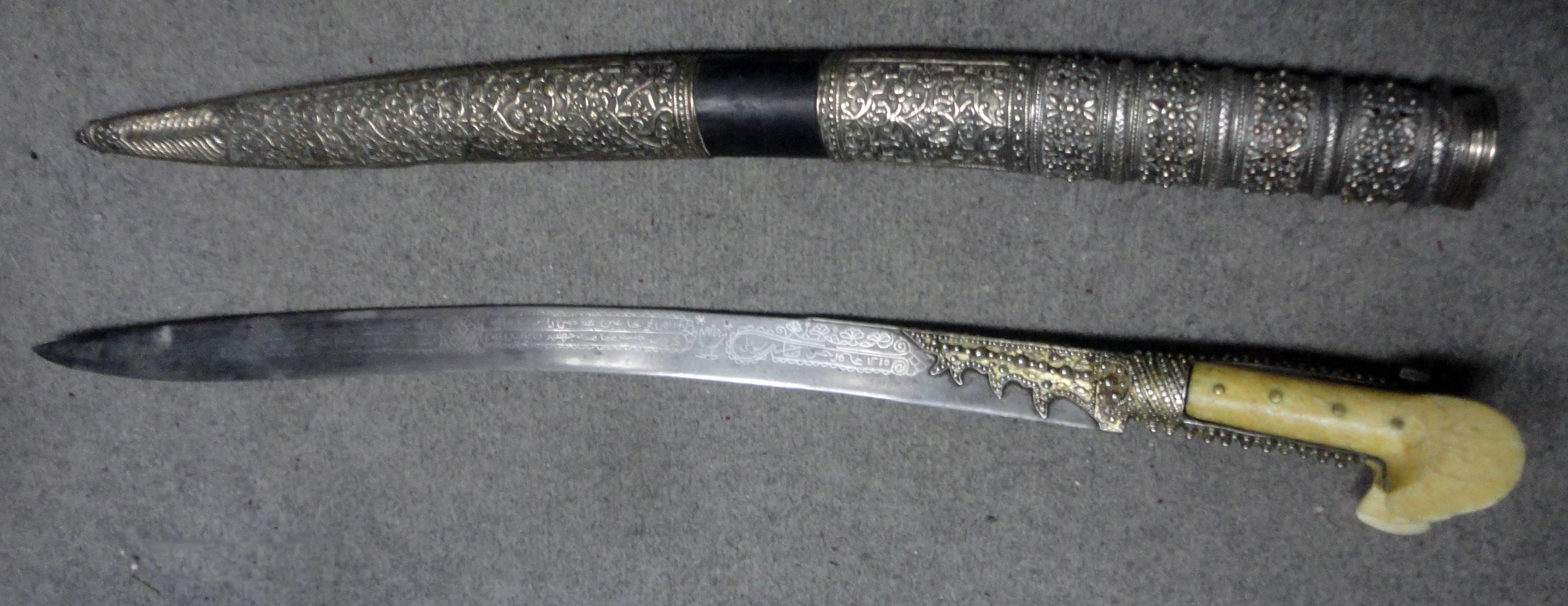
Ятаган и ножны

В основном ятаган известен как специфическое оружие турецких янычар. По легенде, султан запретил янычарам носить в мирное время сабли. Янычары обошли этот запрет, заказывая боевые ножи длиной в руку. Так и появился турецкий ятаган. Некоторые ятаганы имеют двояковогнутый клинок (наподобие египетского хопеша) — обратный у основания клинка и сабельный у острия. Ятаган обычно имеет костяную или металлическую рукоять. Ножны ятагана деревянные, обтянуты кожей или облицованы металлом. Так как гарда отсутствует, клинок ятагана входит в ножны с частью рукояти. Общая длина ятагана — до 80 см, длина клинка около 65 см, масса без ножен — до 800 г, с ножнами — до 1200 г. Помимо Турции ятаган применялся в армиях стран Ближнего Востока, Балканского полуострова, Южного Закавказья и Крымского Ханства. 
Ятаганы попадали к запорожцам, как трофеи после удачных походов. Во времена Задунайской Сечи они получили большее распространение среди задунайских запорожцев, которые состояли на военной службе у турецких султанов.
Ятаганы использовали пехотинцы (янычары именно и были гвардейской пехотой) в ближнем бою.
В XIX веке штыки-ятаганы использовались в ряде французских ружей и винтовок, в частности — системы Шасспо и Комблена. В примкнутом положении характерный изгиб штыка-ятагана не мешал заряжанию с дула. В отомкнутом положении оружие представляло собой полноценный ятаган.
Атакующие ударные действия ятагана выполняли преимущественно остриём и вогнутым лезвием. Конструктивные особенности этого лезвия позволяли мастеру наносить одновременно две раны во время выполнения рубяще-режущего удара. Защитные отбивы осуществляли как лезвием, так и не заострённой выпуклой стороной. При отбивании удара вогнутым лезвием обеспечивалось значительно более надёжное удержание вражеского клинка, но при этом терялась возможность за счёт скользящих отбивов, присущих сабле, наносить молниеносные контрудары. Таким образом ятаган имел как преимущества, так и недостатки. Казаки, как и подавляющее большинство европейских воинов того периода, отдавали преимущество выгнутым или прямым клинкам.
Многие исследователи оружия фиксируют появление ятагана, как практически сформировавшегося оружия. Учёные считают его не столько боевым, сколько статусным. Ведь даже у воина он являлся личным оружием и был именным.
Представителей эпохи «начала Ятагана» остались лишь единичные экземпляры. Среди музейных экспонатов выделяют несколько самых ранних хорошо сохранившихся экземпляров оружия:
- Ятаган Сулеймана Великолепного, самый ранний представитель оружия, он датирован 1525—1526 годами[3]. На его клинке имеется подпись автора оружия — Ахмеда Текелю и владельца «Ятаган Сулеймана Великолепного»[3]. Оружие украшено рельефной резьбой, с изображением Сеймура и дракона. Растительный орнамент выполнен золотой насечкой[3]. Из слоновой кости изготовлена рукоять оружия, но так называемых «ушей» не имеет. Рукоять так же украшена различной техникой с вкраплениями драгоценных камней — рубинов. Находится этот экспонат в Дворцовом комплексе Топкапы в Стамбуле[3]. Клинок вместе с рукоятью имеет длину 66 см, имеет лёгкий изгиб, при этом его кончик выгнут наружу. Внутренняя сторона клинка заточена[3].
- Второй ятаган принадлежал тоже Сулейману Великолепному, датируется оружие приблизительно тем же периодом 1526—1527 годами и принадлежит руке того же мастера — Ахмеду Текелю[3]. Для его украшения также было использовано золото, серебро, рубины, бирюза, жемчуг[3]. Клинок имеет длину в 46,7 см, общая длина с рукоятью 59,3 см, вес без ножен 691 г, также отсутствуют «уши» на рукояти из слоновой кости[3]. Этот уникальный экземпляр хранится в США в Metropolitan Museum of Art[3].
- Ятаган Ахмада бин Xерсек Xана. Этот экземпляр по внешним признакам и возрасту очень схож с ятаганами Сулеймана Великолепного, что даёт все основания считать этот клинок делом рук мастера Ахмеда Текелю[3]. Датируется он началом XVI века, имеет богатую отделку и явно не предназначался для боя[3].
- Ятаган султана Баязида II, восьмого султана Османской империи, оружие выполнено мастером Мустафой бин Камалем аль-Ашкери в конце XVI века[3]. Оружие богато украшено, присутствуют надписи на арабском языке, в том числе и имя султана, на рукояти отсутствуют «Уши», но есть отверстие для темляка, препятствующего выскальзыванию клинка из руки[3]. Клинок имеет небольшой изгиб, с расширением во второй трети и сужающийся к концу. На данный момент хранится в Музее искусства ислама в Дохе (Катар)[3].

Эти клинки являются архаичными экземплярами, так как уже с XVII века на рукояти всех ятаганов появляются «уши».
Дошедшие до нашего времени самые ранние ятаганы датируются концом XV — началом XVI века. Эти экземпляры сохранились по-видимому потому, что принадлежали султанам Османской империи и были преподнесены в качестве подарков и не принимали участия в боевых действиях, а являлись показателем статусности.

## Ятаган как метательное оружие
Некоторые авторы указывают на возможность, кроме использования ятагана в ближнем бою, эффективного его применения в качестве метательного оружия, обеспечиваемую специфической формой его клинка и рукояти (оканчивающейся двумя «ушками», дополнительно стабилизирующими полёт). Детская военная энциклопедия указывает дальность метания ятагана, на которой он свободно вонзается остриём в деревянную мишень — около 30 метров.

## Внешний вид и конструкция ятагана
Форма ятагана уникальной не является, некоторые элементы данной конструкции оружия прослеживаются ранее, например, в египетском хопеше. Хопеш — это оружие времён Нового Царства в Древнем Египте около 1600 года до н. э. Также конструкция ятагана прослеживается в бронзовых кинжалах Лурестана (в настоящее время территория Ирана 3-го — 1-го тысячелетия до н. э.) и подсаадачном русском ноже, широко распространённым в XVI веке как клинковое оружие на Руси.
Ятаган имел заточку на вогнутой части, хотя некоторые экземпляры могли иметь дополнительную заточку и с внешней стороны в верхней трети клинка. Клинок и рукоять составляли в процессе изготовления единую конструкцию, вдоль клинка располагались долы, их называют кровостоками, но всё намного банальнее – это рёбра жёсткости. Рукоять оснащали накладками, они могли быть металлическими, деревянными или костяными (из слоновой кости), которые крепились специальными заклёпками.
Хранили оружие в ножнах, обычно деревянных и обтянутых кожей или облицованных металлом. Как и все ножи, ятаган носили за поясом. Его вес с ножнами составлял около 1.2 кг.
Клинок, как и ножны, принято было украшать различными геометрическими и природными орнаментами. Узор наносился двумя способами:
- узор выдалбливался и в его пустоты заливался расплавленный металл – золото или серебро, но этот способ применялся не часто в силу своей большой стоимости[3].
- узор плёлся отдельно из золотой или серебряной проволоки и крепился на рукоять, клинок или ножны. Украшали не только золотом и серебром, но и драгоценными камнями[3].

Обычно на ятаган наносили надписи, это могли быть молитвы или древние высказывания, пословицы или стихи, так же клинок мог содержать информацию о мастере, дату изготовления и имя владельца.

### Особенности конструкции
- Изготавливался ятаган из высококачественной стали, в частности уникальные свойства клинка придавала восточная дамасская сталь[5]. Такой клинок не ломался на морозе при неправильном использовании, небольшие зарубки на клинке не приводили к поломке оружия, настоящий дамаск не давал трещине расти даже при наличии зарубки на 1/3 ширины клинка[5].
- Обладая разнообразием форм, толщина ятагана всегда оставалась неизменной - всего 3 мм, что придавало лёгкость и способствовало манёвренности оружия[5].
- Рукоять ятагана вне зависимости от материала имела так называемые «уши»- это расширяющийся вправо и влево наконечник (навершие)[5]. Эти "уши", кроме эстетичного вида, не позволяли клинку выскользнуть из рук во время удара, а так же способствовали быстрому и удобному извлечению оружия из ножен[5].
- Особенностью конструкции ятагана считается то, что клинок сохраняет постоянную ширину до острия и не расширяется. Хотя есть и некоторые исключения – в музее города Владимир хранится ятаган с расширенным клинком[5].
- Ятаган удобно доставать как левой, так и правой рукой.
- Оружие не имеет гарды, так как она мешала бы в бою, а чтобы клинок не выпал, в конструкции придумана особая форма рукояти[5].

## Разновидности ятагана
- Ятаган стамбульский – он изготавливался именно в столице Турции - Стамбуле, отличительной особенностью является стамбульское клеймо мастера[5]. Это были как роскошные, так и простые экземпляры, лучшие мастера со всего света стремились переселиться в Стамбул, принося с собой своеобразные техники изготовления клинка, которые отличались разнообразием форм и отделки[5].
- Ятаган малоазийский – ему характерен разнообразный диапазон выполнения изгиба клинка, а так же причудливые формы, это в основном крупного размера экземпляры[5]. Украшали рукоять медными элементы, реже использовалось серебро, рукоять в основном изготавливалась из костного материала. Клинок так же имел причудливый орнамент[5].
- Ятаган балканский – он изготавливался на Балканском полуострове, имел в основном серебряную отделку. Рукоять выполнена с применением серебряной отделкой филигранной техники. «Уши» имеют угловатую форму[5].
- Ятаган восточной Анатолии (территория современного Кавказа) – его особенность это небольшая длина и изгиб лезвия, строгость формы, простота отделки[5]. Изготавливалась Рукоять чаще всего из метала, «уши» широко расставлены. Надписи сделаны с ошибками и неаккуратно[5].

## Легенды и мифы о ятагане
- Ятаган как метательное орудие, «ушки» на рукояти якобы исполняли роль стабилизатора в полёте. Дальность метания может достигать 30 метров[5]. Сразу возникает вопрос о правдивости такого утверждения, практика показала, что метать ятаган можно не более чем на 5-6 метров[5] .
- Ятаган как упор для орудий, "ушки" на рукояти применялись именно для этих целей[5]. В пользу ошибочности этого утверждения говорит то, что длина ятагана для этого явно маловата и намного проще лечь на землю и вести стрельбу из данного положения, чем стоять согнутым или на коленях[5]. На самом деле стрелкам известно, что при стрельбе в полевых условиях сильно мешает трава и прочая растительность. Поэтому в очень многих случаях для точной стрельбы с упора лучше стрелять сидя, а не лёжа. Тяжёлые дульнозарядные ружья требовали упоров для точной стрельбы.
- Ятаган как с вооружением всадника. В исторических художественных произведениях ятаган ассоциируют с конным воином[5]. На самом деле при малом весе и своеобразной конструкции он является малоэффективным в конном бою[5]. Ятаган представляет куда более грозную опасность именно в ближнем бою пехотинца[5].
- Ятаган как оружие турецких янычар. На самом деле этими мечами вооружались в дальневосточных и средневосточных государствах, например, в Северной Африке, в Египте, в России и Южном Закавказье, на Ближнем Востоке и Балканском полуострове[5]. Этим оружием вооружались не только регулярные армейские части, но и иррегулярные формирования. Так, например, известные своей жестокостью и зверствами отряды башибузуков, что в переводе с турецкого означает «неуправляемый», «больной на голову»[5].
- Янычар с ятаганом как коварный, жестокий, беспощадный враг. На самом деле, в процессе формирования техники владения клинком, сформировалась и особая культура — владелец ятагана, видя перед собой более слабого соперника, применял в бою тупую сторону меча[5].